# NAVO-vliegbasis Geilenkirchen

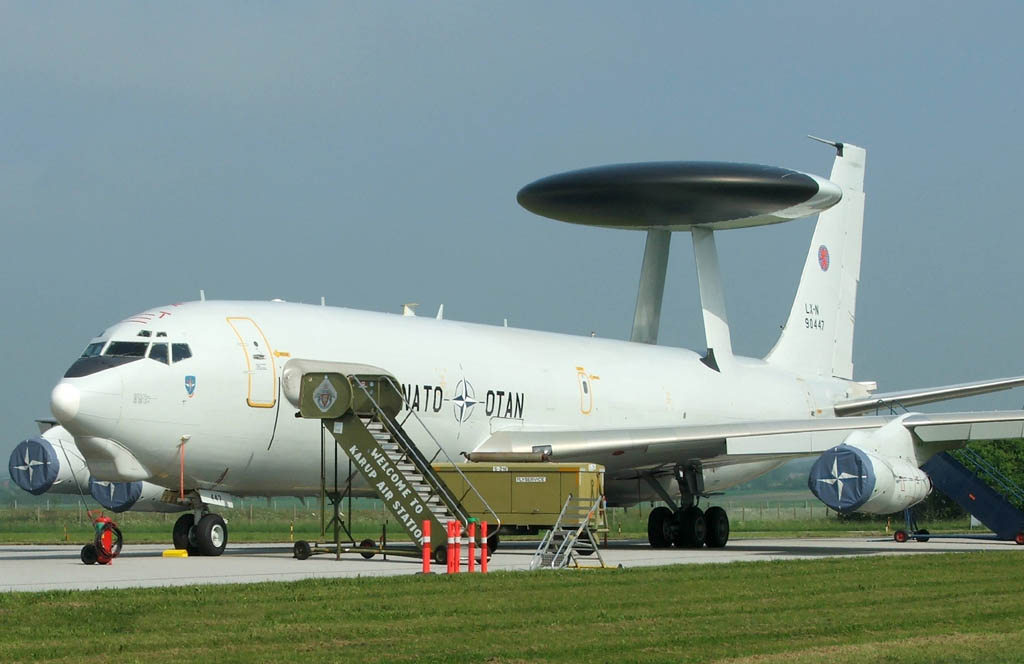
Boeing E-3 Sentry vliegtuig

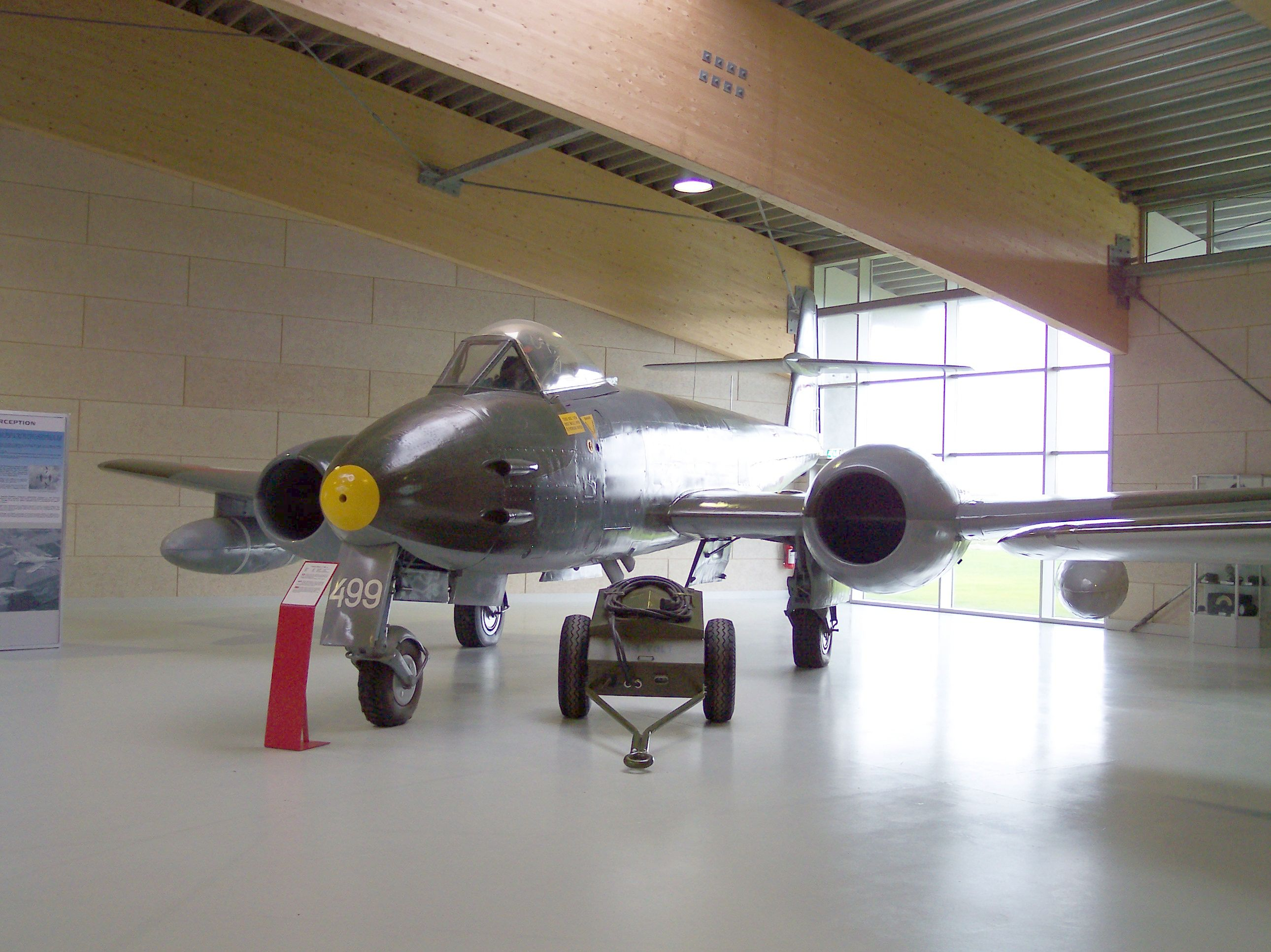
Gloster Meteor FR10

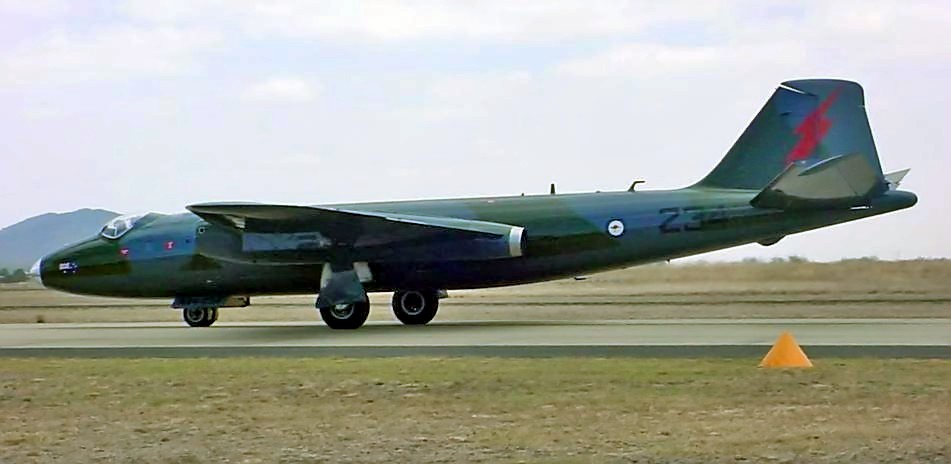
Canberra B2 bommenwerper

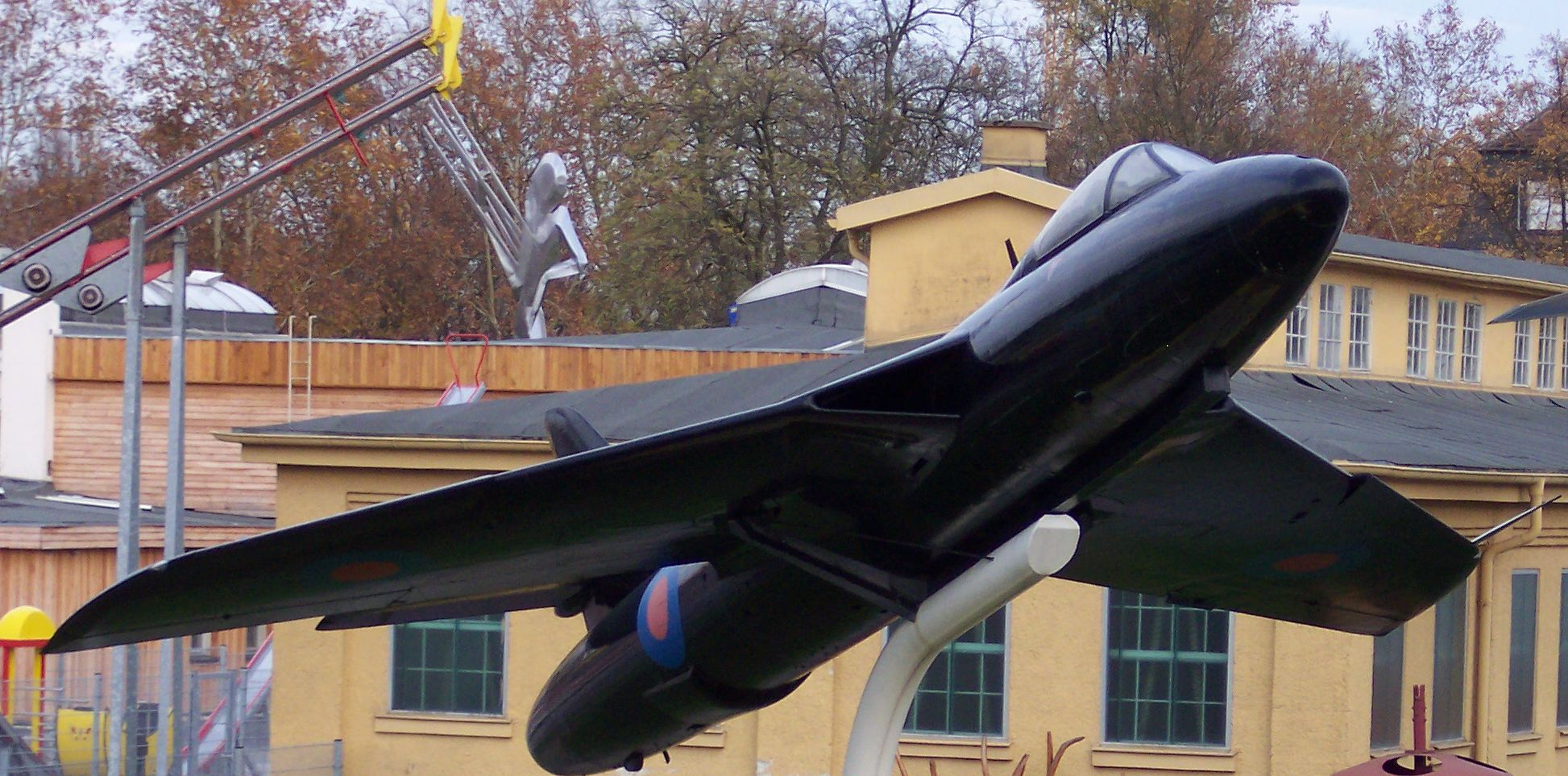
Hawker Hunter F4

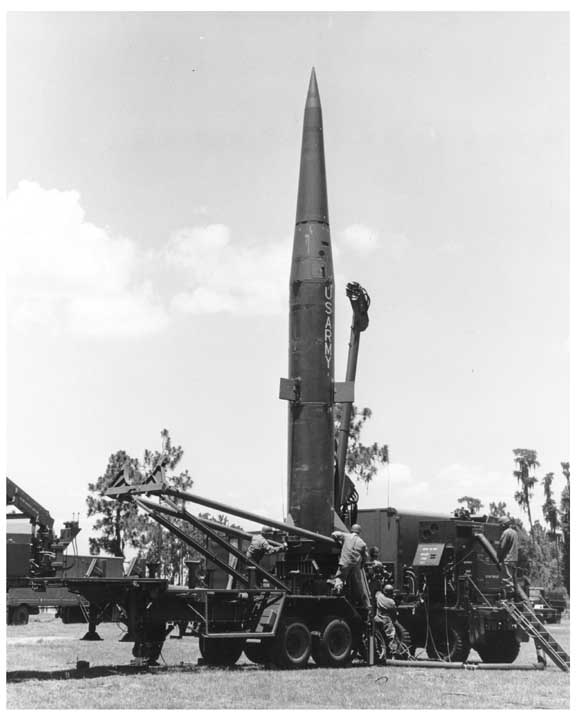
Pershing 1 ballistische raket

De NAVO-vliegbasis Geilenkirchen (voormalig RAF Geilenkirchen) in Duitsland is een vliegbasis waar het hoofdkwartier van de NATO Airborne Early Warning & Control Force (NAEW&CF) is gevestigd. Deze multinationale eenheid vliegt en onderhoudt de AWACS vliegtuigen en heeft een sterkte van circa 1.400 personen uit 17 NAVO-landen. 15 landen leveren op deze locatie militair personeel in diverse functies. Twee landen zijn hiervan uitgezonderd: het Verenigd Koninkrijk levert zijn eigen E-3D Component met personeel en Luxemburg levert geen militairen maar de officiële LX-registratie van de vliegtuigen.
Heden (2024) is de Amerikaanse generaal Thomas Kunkel bevelhebber van de NAEW&CF. Deze functie wordt afwisselend door een generaal-majoor van de USAF of de Luftwaffe  bekleed en rapporteert direct aan de Supreme Allied Commander Europe (SACEUR) - de NAVO-opperbevelhebber in Europa.

## Geschiedenis
RAF Geilenkirchen (1953-1968) was een door de Britse bezettingsmacht na de Tweede Wereldoorlog voor de Royal Air Force (RAF) gebouwde vliegbasis. Gelegen bij het plaatsje Teveren (gemeente Geilenkirchen) in Duitsland en net over de Nederlandse grens bij Brunssum. Samen met RAF Laarbruch, RAF Brüggen en RAF Wildenrath was het een van de RAF-steunpunten die vanaf begin jaren 1950 in deze regio net over de grens bij de Nederlandse provincie Limburg werden gebruikt. De vliegbasis werd in mei 1953 operationeel verklaard waarna de volgende RAF-eenheden werden gelegerd:
- 2 squadron (1955-1957) met de Gloster Meteor Fr10 en later de Supermarine Swift FR5, beide in fotoverkenningsrol.
- 3 squadron (1953-1957) met de Hawker Hunter F4 van 1959-1961;  met de Gloster Javelin FAW4 beide in onderscheppingsrol en van 1961-1968 met de English Electric Canberra BI8 ter nucleaire afschrikking.
- 5 squadron (1962-1965) met de Gloster Javelin FAW9 in onderscheppingsrol.
- 11 squadron (1959-1965) met de Gloster Meteor NF11 in luchtverdedigingsrol en later met de Gloster Javelin FAW5 en FAW9 in onderscheppingsrol.
- 59 squadron (1957-1961) met de English Electric Canberra B2 in strike en BI8 ter nucleaire afschrikking.
- 92 squadron (1965-1968) met de English Electric Lightning F2 en F2A in onderscheppingsrol.
- 96 squadron (1958-1959) met de Gloster Javelin FAW4 in onderscheppingsrol.
- 234 squadron (1954-1957) met de North American F-86 Sabre in luchtverdedigingsrol.
- 256 squadron (1958-1959) met de Gloster Meteor NF11 in luchtverdedigingsrol.

De basis bleef onder de naam RAF Geilenkirchen tot januari 1968 onder Brits commando operationeel waarna het aan de Luftwaffe werd overgedragen.

## Gebruik door de Luftwaffe
In maart 1968 verliet de RAF de basis en droeg deze over aan de West-Duitse Luftwaffe. Deze wilde het vliegveld als basis voor Flugkörpergeschwader 2 (FKG2) gebruiken. FKG2 was een van de destijds nieuwe mobiele tactische grond-grond-raketeenheden die waren uitgerust met het mobiele raketsysteem Pershing 1.
Dit raketsysteem werd in december 1970 door de NAVO operationeel verklaard. De raketten waren voorzien van W50-atoomkoppen die op de vliegbasis in een zwaar bewaakt Sonderwaffenlager werden opgeslagen. De bewaking en verantwoordelijkheid voor deze faciliteit en de afvuurstelling berustte bij het 85th US Army Field Artillery Detachment. Deze eenheid werd eveneens op Geilenkirchen ondergebracht ter ondersteuning van FKG2.
Vanwege een eventuele NAVO-beslissing tot vestiging van een toekomstige AWACS-eenheid werd in 1976 al de mogelijkheid geuit dat FKG2 zou moeten worden verplaatst. Dit vond ten slotte ook plaats in 1979 toen het naar het nabijgelegen Niederheid verhuisde, waar deze eenheid tot zijn opheffing in 1990 verbleef. De speciale wapenopslag en 85th US Army Field Artillery Detachment bleven echter op de basis gelegerd tot de sluiting van de opslag en de opheffing van FKG2 en deze eenheid.
De locatie van de voormalige afvuurstelling bevond zich in Arsbeck, een plaats vlak bij het voormalige RAF Wildenrath.

## Gebruik als NAVO vliegbasis
In het begin van de jaren 1970 werd al door diverse Amerikaanse en NAVO-onderzoeken bekend dat aanvulling met een airborne early warning-systeem (AEW) de luchtverdediging van de NAVO enorm zou versterken. Het duurde tot 1978 voordat de leden van het NAVO Defence Planning Committee (DPC) een Memorandum of Understanding (MOU) accordeerden voor de aanschaf en voor het operationeel gebruik van een AEW-systeem. Dit besluit betekende de aanvang van de grootste financiele NAVO-verwerving van die tijd.
De NAEW&CF werd in 1980 opgericht en was tevens de eerste multinationale vliegende NAVO-eenheid. De basis kreeg de NAVO-status van "internationaal hoofdkwartier" toen de vliegoperaties in 1982 aanvingen nadat de eerste E-3A was afgeleverd en werd toen ook hernoemd tot NATO Airbase Geilenkirchen. Eind 1988 werd de gehele E-3A Component door de NAVO operationeel verklaard. De Britse E-3D Component op RAF Waddington volgde in 1992.
De NAEW&CF werd in de daaropvolgende jaren succesvol ingezet tijdens de conflicten in Bosnië, Kosovo, Irak, Afghanistan, ter ondersteuning van de afsluiting van het Libische luchtruim en opererend vanuit Turkije tegen het IS-bolwerk.

## Taken
De taken die werden uitgevoerd vanaf RAF Geilenkirchen bestonden oorspronkelijk uit het verlenen van luchtmobiele early warning en luchtverkeers- en gevechtsleiding boven West-Europa ten bate van NAVO-commandostaven tijdens de Koude Oorlog.
Sinds het einde van de Koude Oorlog is het bewaren van de veiligheid echter een multidimensionaal concept bestaande uit conflictpreventie, crisismanagement (en de gevolgen hiervan), peacekeeping-missies, ondersteuning van peace enforcing-missies, ondersteuning bij rampen en humanitaire hulpverlening.
De NAEW&CF-operaties liggen ver buiten de oorspronkelijke taken. Zij bestaan, naast de primaire detectietaak van vijandelijke toestellen en het bepalen van de inzet van NAVO-vliegtuigen ook uit detectie van scheepvaart en het doorgeven van vreemde scheepsbewegingen aan marine-eenheden, de detectie en het verzamelen van door tegenstanders gebruikte vreemde radargegevens ten bate van nader onderzoek. Het zijn dus missies die het volledige spectrum van Air Battlemanagement omvatten. Dit betekent het begeleiden en controleren van zowel air-air- als air-ground-missies; algemene luchtruimbewaking en -management, air policing, (Combat)SAR-missies, detectie en het signaleren van grondgebonden luchtafweereenheden, van toepenbewegingen op de grond (force marshalling) en van nieuwe dreigingen (threat broadcast).

## Organisatiestructuur
De NAEW&CF bestaat uit 2 operationele eenheden:
- de NATO E-3A Component in Geilenkirchen (Duitsland) vliegt met 14 toestellen voorzien van Luxemburgse registratie.
- de RAF E-3D Component in Waddington (Verenigd Koninkrijk) vliegt met 7 toestellen voorzien van Britse registratie.

Het E-3A Component omvat anno 2020:
- 3 wings, Operations, Logistics en Base Support, elk geleid door een kolonel uit een van de deelnemende landen.
- 3 Forward Operating Bases (FOB’s) te Aktio-Vonitsa in Griekenland; Trapani in Italië en Konya in Turkije.
- 1 Forward Operating Location (FOL) te Ørland, Noorwegen.
- Het Mission Systems Engineering Centre (MSEC); een aparte eenheid te Geilenkirchen die het technisch onderhoud aan alle E-3A-boordsystemen, sensoren en grondsystemen verricht en hiervoor over uiteenlopende faciliteiten beschikt.

Het RAF E-3D Component omvat: 
- No.1 Intelligence Surveillance Target Acquisition & Reconnaissance wing met 3 squadrons.
- Het Air Battlespace Training Centre.

Het E-3D Component maakt gebruik van dezelfde FOB/FOL-faciliteiten als het E-3A Component.
Noot: Ook de Franse luchtmacht beschikt over 4 E-3F-vliegtuigen die door Frans luchtmachtpersoneel worden onderhouden en worden bemand. Hoewel Frankrijk weer een geïntegreerd NAVO-lid is maken zij echter geen deel uit van NAEW&CF. Wel is er sprake van een nauwe samenwerking.

## Aanwezige middelen en capaciteiten
De NATO E-3A Component Geilenkirchen had oorspronkelijk 18 E-3A Sentry AWACS-vliegtuigen ter beschikking. Het zijn aangepaste Boeing 707-airframes die werden gestript, door de industrie weer op 0 uur werden teruggebracht en vervolgens werden heringericht voor hun specifieke militaire doeleinden.
Een E-3A vliegend op een hoogte van op 30.000 voet (ca. 10 km) "ziet" meer dan 312.000 km². Een E-3A neemt laagvliegende doelen waar binnen een bereik van 215 zeemijl (ca. 400 km) en doelen op gemiddelde hoogte binnen een bereik van 280 zeemijl (ca. 520 km). Met drie E-3A’s die in overlappende banen vliegen wordt een radardekking van Centraal Europa gerealiseerd.
Vanaf 1990 ondergingen de E-3A-toestellen het Radar System Improvement System (RSIP). Dit was een samenwerkingsverband tussen de VS en de NAVO inzake hardware- en softwaremodificaties aan het bestaande radarsysteem. Aan de buitenkant van de toestellen werd dit zichtbaar door montage van 2 langwerpige sensors aan beide zijden van de romp en een stompe sensor onder de neus.
Na langdurige planning en ontwikkeling werd in 1997 besloten tot de volgende upgrade van de gehele AWACS-vloot. Hierbij werden de toestellen op Mid Term Program-standaard (MTP) gebracht waarbij de capaciteit van de toestellen weer aanzienlijk werd verbeterd. Dit project werd in 2008 voltooid en kostte $ 1,6 miljard, gefinancierd uit NAVO-budgetten.
De anno 2020 recentste upgrade is het komende Final Lifetime Extension Programme (FLEP). Met dit $ 1 miljard kostende project blijft de NAVO verzekerd van de nieuwste technologie met betrekking tot communicatie- en networkingcapaciteit; (Have Quick radio's, nieuwe encryptieapparatuur, andere consoles, computers met snellere en grotere datacapaciteit en grotere bandbreedte ten bate van satellietcommunicatie. Het FLEP hard- en softwareontwerp wordt door Boeing in Oklahoma City verricht; de technische installatie zal voor het grootste deel in Europa plaatsvinden. Ook de gronduitrusting van het missietrainingcentrum en het missieplanning- en missie-evaluatiesysteem worden hierbij gelijktijdig aangepast.
Tot 2010 maakte de NAEW&CF nog gebruik van het Trainer Cargo Aircraft-squadron (TCA) maar door uitfasering van de gebruikte vliegtuigen werd dit in december 2011 officieel opgeheven. Er werd met 5 verschillende TCA's gevlogen:
- De LX-N19996 van 1986-1998; het toestel werd uiteindelijk ontmanteld op Capodichino in Napels.
- De LX-N20198 van 1986-2000; ook dit toestel werd op Capodichino gesloopt.
- De LX-N19997, een voormalig overheidsvliegtuig van de Luftwaffe, in 1996 aangekocht vanwege de modernere navigatieapparatuur en vanaf 1998 gebruikt. In 2003 overgebracht naar de AMARG op de vliegbasis Davis-Monthan Air Force Base, Arizona.
- De LX-N20000 in 1998 aangekocht van de Luftwaffe en vanaf 1999 gebruikt. In 2011 overgevlogen naar Ingolstadt om op Vliegbasis Ingolstadt-Manching als opleidingtoestel voor vliegtuigtechnici te worden gebruikt.
- De LX-N20199 in 1988 aangekocht en gebruikt tot 2011. Het toestel werd op Maastricht Aachen Airport overgedragen aan het Aviation Competence Centre (ACC), een opleidingsinstituut dat het voor trainingsdoeleinden gaat gebruiken.